# Ngapuhi

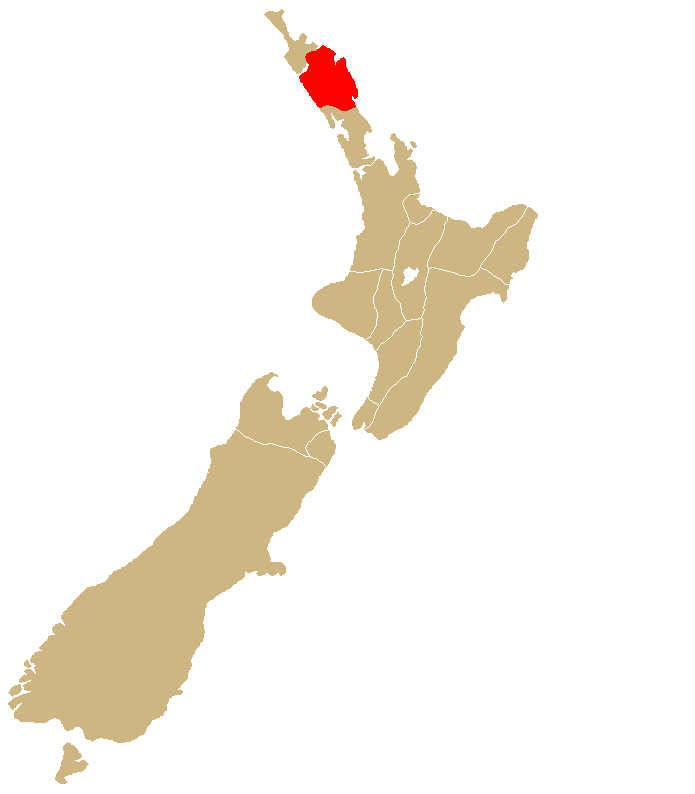
Les terres ancestrales Ngapuhi (en rouge), en Nouvelle-Zélande.

Ngapuhi, ou Ngāpuhi ou Ngā puhi, est une tribu (iwi) maorie dont les terres recouvrent la baie de Hokianga et la baie des Îles ainsi que la ville de Whangarei, dans la région de Northland dans le nord de l'île du Nord de Nouvelle-Zélande. Elle compte quelque 125 000 membres en 2013, plus que toute autre tribu du pays, dont toutefois quelque 50 500 vivent à Auckland, plus au sud, et seuls 25 000 vivent dans le Northland. Ngapuhi se subdivise en cent cinquante hapu (sous-tribus), et possède cinquante-cinq marae sur ses terres tribales.

## Histoire

### Origines
L'histoire orale traditionnelle de la tribu relate que le navigateur polynésien Kupe, auquel les Maoris attribuent la découverte de la Nouvelle-Zélande, serait arrivé tout d'abord sur la côte de la baie de Hokianga, à bord de la pirogue Matawhaorua. Frappé par la lumière reflétée depuis la montagne Te Ramaroa, il aurait nommé cette baie Te Puna-o-te-ao-mārama (« source du monde de lumière »). Il retourne à Hawaiki pour informer ses compatriotes de sa découverte. Les chefs Nukutawhiti et Ruanui se rendent à Hokianga, à la tête chacun d'une pirogue (waka) de colons polynésiens, et ce premier y établit une colonie. L'un des descendants de Nukutawhiti, Rahiri, est considéré comme l'ancêtre fondateur de la tribu Ngapuhi, bien que ce nom ne soit employé pour la première fois que par les descendants de Mahia, arrière-petit-fils de Rahiri.

### L'arrivée des Européens
À la fin du XVIIIe siècle, la tribu étend ses terres d'origine vers l'est et vers le sud, absorbant plusieurs autres tribus. Au début du XIXe siècle, la baie des Îles devient un lieu de commerce important avec des navires européens. Les Européens de passage y fondent Kororareka, la première ville portuaire en Nouvelle-Zélande. Elle acquiert toutefois la réputation d'être un lieu d'alcoolisme, de prostitution et de débauche. En 1814, à l'invitation de Ruatara, chef des Ngapuhi, le révérend Samuel Marsden établit à proximité la première mission chrétienne en Nouvelle-Zélande. Cette présence des Européens permet à Ruatara et à sa tribu d'avoir un accès privilégié aux technologies et aux connaissances européennes. Après la mort de Ruatara en 1815, son oncle Hongi Hika s'assure que les Ngapuhi achètent davantage de mousquets que les autres tribus. De 1818 à 1923, sous sa direction et avec l'appui d'autres tribus du nord, les Ngapuhi attaquent les tribus plus au sud. Durant ces « guerres des mousquets », ils leur infligent des défaites dévastatrices.

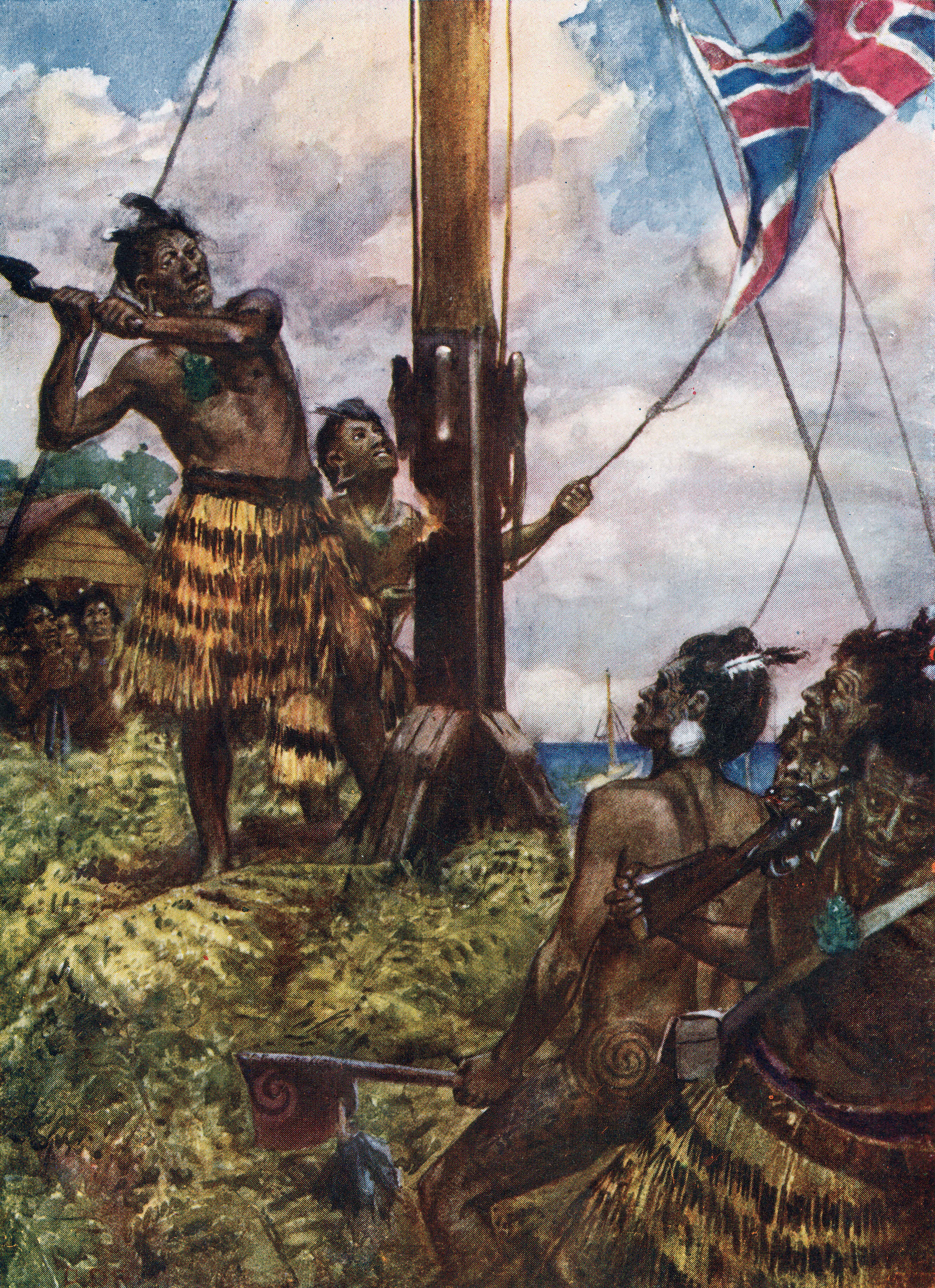
Hone Heke abat le drapeau britannique à Kororareka, en mars 1845.

### L'ère coloniale
En 1835, les chefs des Ngapuhi sont parmi les signataires de la « Déclaration d'indépendance » des « Tribus unies de Nouvelle-Zélande », une fiction juridique proposée par le Royaume-Uni pour reconnaître les tribus maories comme entité souveraine sous protection britannique, et dissuader les éventuelles visées coloniales françaises sur l'archipel. Quelques années plus tard, toutefois, la venue de colons britanniques amène le gouvernement du Royaume-Uni de décider d'annexer la Nouvelle-Zélande à l'Empire britannique. Pour ce faire, les chefs sont invités à signer en février 1840 le traité de Waitangi, qui reconnaît leurs terres tribales et leur confère la citoyenneté britannique en échange de la cession de leur souveraineté à la Couronne britannique. Hone Heke, Tamati Waka Nene et les autres chefs des Ngapuhi sont parmi les premiers à signer le traité, à Waitangi, sur les terres ngapuhi.
Mécontent toutefois de l'extension territoriale des colons au cours des années qui suivent, et des tentatives des autorités coloniales britanniques de s'immiscer dans les affaires tribales maories, Hone Heke proteste en abattant en 1844 le poteau sur lequel flotte le drapeau britannique à Kororareka. Le 11 mars 1845 il mène un assaut contre la ville, qu'il pille, enclenchant les « guerres maories » contre les Britanniques. C'est également, toutefois, un conflit intra-tribal : certains Ngapuhi prennent le parti des autorités coloniales, car ils souhaitent conserver le bénéfice de leurs relations commerciales avec les Pakeha (européens). Après plusieurs combats entre les forces de Hone Heke et les forces armées britanniques, ce sont ainsi des Ngapuhi emmenés par Tamati Waka Nene et Taonui qui infligent une défaite aux hommes de Hone Heke à la bataille d'Ahuahu. Malgré deux défaites infligées aux Britanniques, les forces de Hone Heke et de ses alliés sont finalement vaincues par l'armée coloniale à la bataille de Ruapekapeka en janvier 1846.
Soumis aux autorités coloniales, les Ngapuhi sont contraints de leur vendre la majeure partie de leurs terres au cours des décennies qui suivent, en violation des promesses inscrites dans le traité de Waitangi.

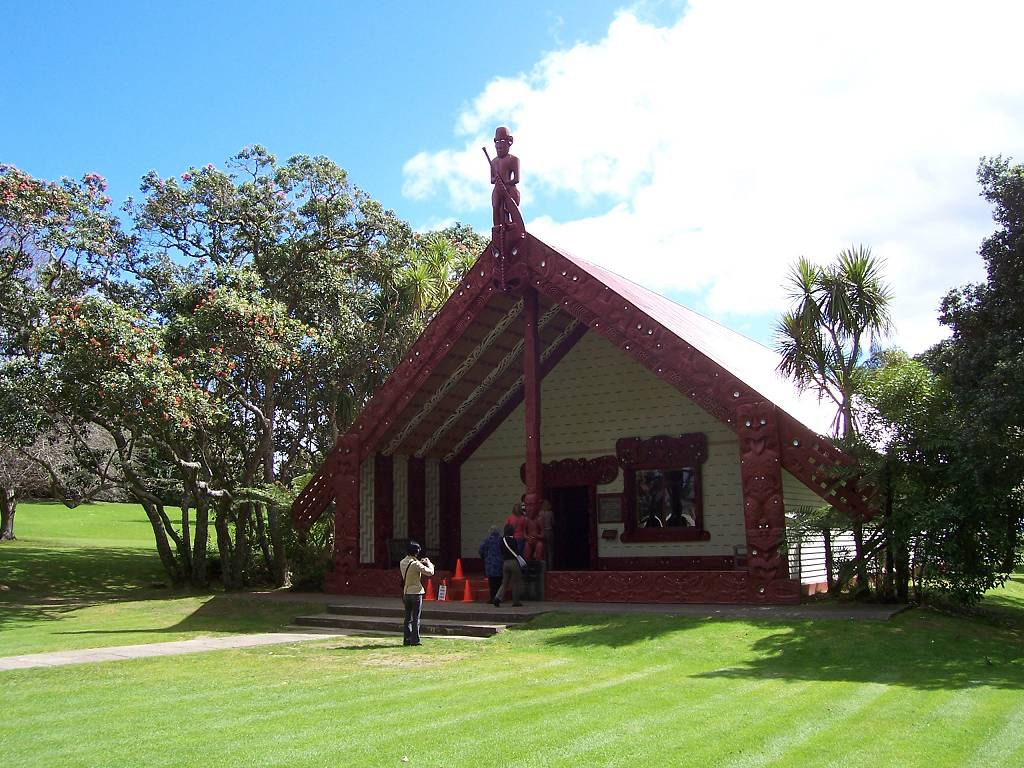
La « maison d'assemblée » (te whare runanga) à Waitangi, sur les terres des Ngapuhi.

### LesXXeetXXIesiècles
Dans les années 1950, les Maoris de toutes les tribus quittent leurs terres tribales en grand nombre et migrent vers les villes, à la recherche d'emplois. De nombreux Ngapuhi s'installent ainsi définitivement à Auckland. En 1992, le Parlement concède aux Ngapuhi le droit de tirer profit des activités de pêche commerciale dans leurs eaux tribales coutumières, et s'engage à les aider à maintenir par ailleurs leur culture traditionnelle. Dans les années 2010, la tribu se déchire en désaccords autour de la conduite de négociations avec les autorités néo-zélandaises pour obtenir compensation pour les expropriations de leurs terres au XIXe siècle,.

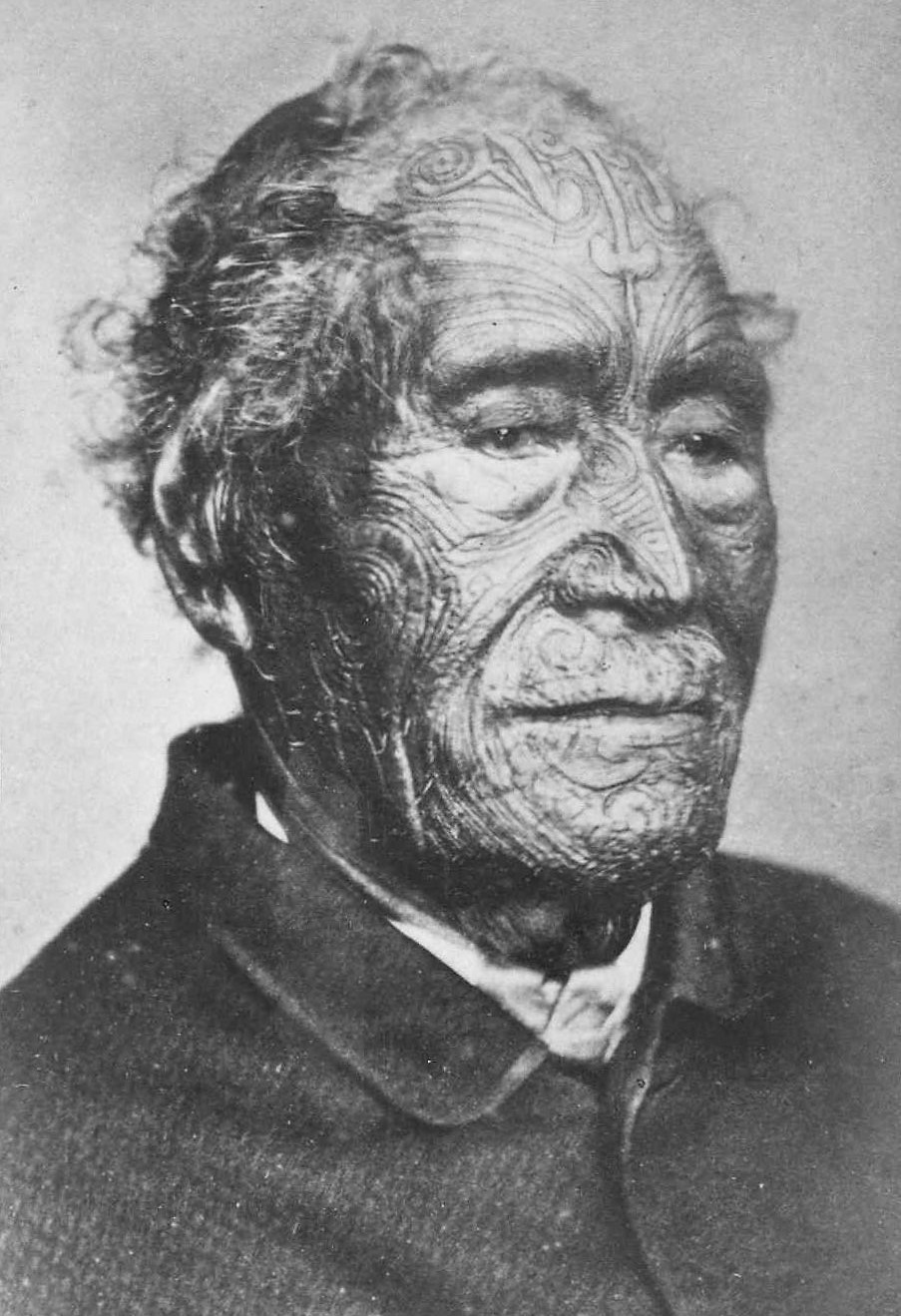
Tamati Waka Nene, l'un des chefs des Ngapuhi au milieu du XIXe siècle, favorable aux autorités coloniales britanniques.

## Membres célèbres
Parmi les membres de la tribu ayant atteint une renommée nationale ou internationale, on compte :
- Ruatara (1787-1815), hôte de la première mission chrétienne en Nouvelle-Zélande
- Hongi Hika (1772-1828), principal initiateur des guerres des mousquets
- Tamati Waka Nene (1780-1871), chef tribal favorable aux autorités britanniques
- Hone Heke (1808-1850), principal initiateur des premières guerres maories contre les colons
- Aperahama Taonui (1816-1882), prophète et cofondateur du mouvement Kotahitanga
- Hirini Taiwhanga (1833-1890), député à la Chambre des représentants de Nouvelle-Zélande de 1887 jusqu'à sa mort
- Hone Heke Ngapua (1869-1909), député à la Chambre des représentants de 1893 jusqu'à sa mort
- Cindy Kiro (1958- ), gouverneure générale de Nouvelle-Zélande (2021- )
- Kelvin Davis (1967- ), ministre chargé des Relations entre la Couronne et les Maoris dans le gouvernement de Jacinda Ardern (2017- )
- Willie Apiata (1972- ), premier et unique récipiendaire de la Croix de Victoria pour la Nouvelle-Zélande, pour sa bravoure durant la guerre d'Afghanistan
- David Seymour (1983- ), qui sera vice-Premier ministre de 2025 à 2026.